# سواران سیاه و سطرهای دیگر
سواران سیاه و سطرهای دیگر یکی از دو کتاب شعر استیون کرین (۱۸۷۱-۱۹۰۰) شاعر و نویسنده‌ی آمریکایی است. کتاب شعر دیگر او جنگ مهربان است نام دارد.

## توصیف کتاب
شهرت کرین بیشتر مدیون آثار داستانی‌اش به ویژه نشان سرخ دلیری است؛ امّا او خودش علاقه‌ی بیشتری به سواران سیاه داشت و عقیده داشت که در این کتاب اندیشه‌هایش را درباره‌ی زندگی به طور کلّی جمع کرده، در حالی که نشان سرخ دلیری تنها بخشی از زندگی است.
سواران سیاه و دیگر سطرها نخستین دفتر اشعار کرین بود که در سال ۱۸۹۵ با شمارگان محدود ۵۰۰ نسخه چاپ شد و آن زمان چندان مورد توجّه قرار نگرفت. کتابی نامتعارف که با زبان بی‌آرایش و صریحش، حیرت گوینده‌ای بی‌تاب و سرکش را نشان می‌داد. این کتاب مجموعه‌ای است از ۶۸ شعر کوتاه و تقریباً کوتاه با سطرهایی ناهم‌اندازه که به دقّت چیدمان شده‌اند؛ عبارت «دیگر سطرها» در عنوان کتاب از توجّه شاعر به این چیدمان خبر می‌دهد.

## ترجمۀ فارسی
گزیده‌ای از این کتاب با نام سواران سیاه توسّط محمدرضا ضیغمی ترجمه شده‌است. این گزیده شامل ۳۷ شعر است و در سال ۱۳۹۵ به چاپ رسیده‌است.

## پیوندها
- کتاب صوتی در مالکیت عمومی  The Black Riders and Other Lines  واقع در LibriVox
- Full text at Project Gutenberg